# Andreas Carlson
Andreas Thomas Carlson, född Karlsson 13 februari 1987 i Nykyrka församling i Skaraborgs län, är en svensk politiker (kristdemokrat). Sedan 2022 är han Sveriges infrastruktur- och bostadsminister i regeringen Kristersson.
Han var riksdagsledamot 2010–2022 (statsrådsersättare 2010–2014, därefter ordinarie riksdagsledamot), invald för Jönköpings läns valkrets. Han var Kristdemokraternas gruppledare i riksdagen från 16 juni 2015 till 26 september 2022 och partiets rättspolitiska talesperson.

## Biografi
Andreas Carlson växte upp i Mullsjö och tog studenten 2006. Han läste sedan fristående kurser vid Lunds universitet, Högskolan för lärande och kommunikation i Jönköping och Johannelunds teologiska högskola åren 2007–2009. Under studierna arbetade han som journalist på bland annat Västgöta-Bladet åren 2006–2008. Han arbetade därefter som pressekreterare på Europaparlamentariker Alf Svenssons kontor i Europaparlamentet åren 2009–2010.

### Politisk karriär
Carlson har varit politiskt aktiv inom Kristdemokraterna sedan 2006. Han valdes till vice distriktsordförande för Kristdemokratiska ungdomsförbundet (KDU) i Jönköpings län i början av 2007, en post han sedan hade i tre år fram till 2010. Han var även ledamot av kommunfullmäktige i Mullsjö kommun åren 2006–2014.
Han bedrev en framgångsrik personvalskampanj i riksdagsvalet 2010 och var med 2 180 personkryss nära att klättra förbi Stefan Attefall och Irene Oskarsson på partiets vallista i Jönköpings län. Det saknades 45 kryss för Carlson att nå ett eget mandat. Carlson kom dock att inkallas som riksdagsledamot när Attefall utsågs till minister i regeringen Reinfeldt. Som nybliven riksdagsledamot 2010 blev Carlson ledamot i kulturutskottet. Senare samma år blev han även suppleant i miljö- och jordbruksutskottet och näringsutskottet.
I valet 2014 stod Carlson på tredjeplats på partiets lista i Jönköpings län, men kryssade sig förbi ministrarna Stefan Attefall och Maria Larsson och tog därmed partiets enda riksdagsmandat i länet, och han blev även omvald i valet 2018. Mellan 16 juni 2015 och 26 september 2022 var han partiets gruppledare i riksdagen. Han var under åren 2018–2022 vice ordförande i justitieutskottet och sitt partis rättspolitiska talesperson.
Sedan 2022 är han Sveriges infrastruktur- och bostadsminister i regeringen Kristersson. I oktober 2024 presenterade Carlson infrastrukturpropositionen med en ekonomisk ram om 1171 miljarder kronor till utveckling och underhåll av Sveriges transportinfrastruktur.